# Radzionków
Radzionków (en silésien : Radźůnkůw) est une ville de la voïvodie de Silésie et du powiat de Tarnowskie Góry. Elle s'étend sur 13,20 km2

## Histoire
À partir de 1818, Radzionkau fait partie de l'arrondissement de Beuthen, puis de l'arrondissement de Tarnowitz de 1873 à 1922.